# Raiders de Wright State
Les Raiders de Wright State (en anglais : Wright State Raiders) sont le club omnisports universitaire de l’Université d'État Wright à Fairborn dans l'Ohio.

## Sports représentés
| Hommes (7)                                  | Femmes (7)    |
| ------------------------------------------- | ------------- |
| Athlétisme †                                | Athlétisme †  |
| Baseball                                    | Basket-ball   |
| Basket-ball                                 | Bowling       |
| Cross-country                               | Cross-country |
| Golf                                        | Soccer        |
| Soccer                                      | Volley-ball   |
| † – Athlétisme en salle et/ou en plein air. |               |